# Sensirion
Das Unternehmen Sensirion AG ist ein Hersteller von digitalen Mikrosensoren und -systemen. Es ist als Aktiengesellschaft (Schweiz) mit Sitz in Stäfa in der Schweiz organisiert.

## Geschichte
Sensirion ist als Spin-off aus der ETH Zürich hervorgegangen und wurde 1998 von Moritz Lechner und Felix Mayer gegründet. Im Jahr 2005 eröffnete Sensirion den Hauptsitz in Stäfa, Schweiz. 
Bis zum Jahr 2006 wurden insgesamt eine Million Sensoren produziert. Ab 2014 wurden jährlich 75 Millionen Sensoren produziert. Im August 2021 erreichte Sensirion die Marke von einer Milliarde produzierten Sensoren. Nachdem Sensirion in verschiedenen Märkten, unter anderem in der Automobilindustrie, Erfolg verzeichnete, akquirierte das Technikunternehmen die Auto Industrial Co. Ltd. (AIC). Die rechtlich selbstständige Einheit ist mittlerweile unter der Sensirion Holding als Sensirion Automotive Solutions organisiert. Seit März 2018 ist die Sensirion Holding an der SIX Swiss Exchange notiert. 2021 wurde in Ungarn eine Fabrik in der Stadt Debrecen eröffnet.
Sensirion hat mehrere Unternehmen akquiriert um das Produktportfolio zu erweitern. Im Jahr 2021 erwarb Sensirion IRsweep, ein Schweizer Spezialanbieter von Infrarotspektroskopielösungen. Ebenfalls im Jahr 2021 übernahm Sensirion die niederländische Unternehmung Qmicro, die auf die Entwicklung von mikrofluidischen Systemen spezialisiert ist, sowie das in Deutschland ansässige Unternehmen Aisight, das auf die Entwicklung von künstlicher Intelligenz (KI) und maschinellem Lernen (ML) ausgerichtet ist. 
Zudem gründete Sensirion im Jahr 2021 die Sensirion Connected Solutions, die sich auf die Entwicklung von drahtlosen Sensornetzwerken und Konnektivitätslösungen spezialisiert hat.

## Produkte

Carbon Dioxide Sensor SCD30 von Sensirion

Carbon Dioxide Sensor SCD4x

Zur Sensirion Holding gehören Tochtergesellschaften in der Schweiz, in Deutschland, in den Niederlanden, den USA, in Südkorea, China, Japan und Taiwan. Die Produktpalette des Unternehmens umfasst Durchflusssensoren für Gase und Flüssigkeiten sowie Umweltsensoren zur Messung von Temperatur und Feuchtigkeit, volatilen organischen Verbindungen, Kohlendioxid und Feinstaub. Sensirion entwickelt sowohl Serienprodukte als auch massgeschneiderte Sensorsystemlösungen für die Automobilindustrie, die Industrie (Haushaltsgeräte, Smart Energy, Heizungs-, Lüftungs- und Klimatechnik), die Medizintechnik und die Unterhaltungselektronik.

## Auszeichnungen
- 2004: Swiss Economic Award, 1. Platz[10]
- 2010: Entrepreneur of the Year 2010, Award von Ernst & Young[11]
- 2014: DeviceMed Award OEM-Komponenten, Platz 1, mit dem Flüssigkeitsdurchflusssensor LD20[12]
- 2019: Elektronik Produkt des Jahres 2019, mit dem Feinstaubsensor SPS30[13]
- 2019: Sensors Expo & Conference Best of Sensors Award, mit dem CO2-, Feuchte- und Temperatursensor SCD40[14]